# Hầu tước

Mũ miện của Hầu tước ở Anh

Hầu tước là một tước vị quý tộc trong các quốc gia theo thể chế quân chủ.